# Werner (equipo ciclista)
Werner fue un equipo ciclista español que compitió entre 1969 y 1972. Estaba patrocinado por la desaparecida marca de televisores Werner. 

## Principales resultados
- Vuelta a Andalucía: José Gómez Lucas (1970)
- Vuelta al País Vasco: Luis Pedro Santamarina (1970). General por equipos (1970).
- Vuelta a Levante: Ventura Díaz (1970), José Manuel López Rodríguez (1971). General por equipos (1970).
- Vuelta a los Valles Mineros: Ventura Díaz (1970), Luis Pedro Santamarina (1972)
- Vuelta a Aragón: Luis Pedro Santamarina (1970), Ramón Sáez (1971)
- Vuelta a La Rioja: José Antonio Pontón (1972)
- Vuelta a Asturias: Antonio Martos (1970) y Agustín Tamames (1972). General por equipos (1970).
- Gran Premio de Primavera: José Gómez Lucas (1972)

### En las grandes vueltas
- Vuelta a España
  - 3 participaciones (1970, 1971, 1972)
  - 8 victorias de etapa:
    - 4 en 1970: Luis Pedro Santamarina, Ramón Sáez (2), Agustín Tamames
    - 1 en 1971: Agustín Tamames
    - 3 en 1972: Luis Balagué, Agustín Tamames (2)

  - 4 clasificaciones secundarias:
    - Gran Premio de la montaña: Agustín Tamames (1970)
    - Clasificación por equipos (1970, 1971)
    - Clasificación de las metas volantes: Ventura Díaz (1972)

- Tour de Francia
  - 1 participación (1971)

- Giro de Italia
  - 0 participaciones